# HD 108147 b
HD 108147 b és un exoplaneta gegant gasós amb una massa mínima la meitat de la de Júpiter. Orbita l'estrella molt properament. La distància entre el planeta i l'estrella és només una desena part de la distància entre la Terra i el Sol (0,1 UA). S'han conegut molt planetes amb característiques com aquesta, però l'excentricitat d'aquest és inusualment alta. Els planetes que orbiten tan a prop de les seves estrelles mares solen tenir òrbites més arrodonides degut a les forces de les marees entre cossos.